# Peter Jan Pahl
Peter Jan Pahl (* 26. September 1937 in Saarbrücken) ist ein deutscher Bauingenieur und emeritierter Hochschullehrer.

## Leben
Der 1937 in Saarbrücken geborene Peter Jan Pahl erwarb 1958 den Bachelor of Science der Universität Stellenbosch (Südafrika), 1960 folgte der Bachelor of Civil Engineering. 1961 ging er für acht Jahre an das Massachusetts Institute of Technology (MIT) in die USA. 1963 schloss er sein Studium mit dem Master of Science ab und promovierte ein Jahr später im Fach Civil Engineering. Zuletzt war er dort als Associate Professor tätig. Von 1969 bis 2005 war Peter Jan Pahl Universitätsprofessor für Theoretische Methoden der Bau- und Verkehrstechnik an der TU Berlin.
Er hat hohe Verdienste zur Entwicklung des Fachgebietes der Bauinformatik. Die Bedeutung von Personalcomputern am Arbeitsplatz eines jeden Ingenieurs erkannte er bereits in den 1960er Jahren. Was damals noch Vision war, ist heute Wirklichkeit. Nicht zuletzt auf Grund seines Wirkens, zum Beispiel durch die Entwicklung des Informationssystems für das Bauwesen, konnte die Informatik einen hohen Stellenwert in diesem Bereich erringen.

## Auszeichnungen
Er ist Ehrendoktor der Universität Stellenbosch sowie der Bauhaus-Universität Weimar und Mitglied der Deutschen Akademie der Technikwissenschaften (Acatech).